# Севастопольское градоначальство
Севастопольское градоначальство — административно-территориальная единица Российской империи на территории Крыма, подчиненная непосредственно Министерству внутренних дел. 

## История
Выделено из Таврической губернии 16 июня 1873 года, тогда же было утверждено штатное расписание градоначальства. Первый градоначальник, вице-адмирал Павел Александрович Перелешин, вступил в должность 28 августа того же года. Согласно положению, севастопольский градоначальник являлся одновременно командиром порта и комендантом города.
Градоначальство было образовано взамен упразднённого в 1865 году Севастопольского военного губернаторства, существовавшего в тех же границах с 8 февраля 1784 года.
17 мая 1890 года, после перенесения из Николаева в Севастополь главной базы Черноморского флота, городу был присвоен статус крепости третьего класса.

## Территория
Территориально градоначальство включало Севастополь, Балаклаву, населённые пункты Северной стороны, деревни Алсу, Кадыкой (Кадыковка), Карань, Камары и целый ряд хуторов.
В 1909 году общая площадь градоначальства составляла 27 997 десятин, в него входили крепость Севастополь, заштатный город Балаклава, четыре села (Карань, Кадыковка, Камары и Бартеньевка), 178 хуторов, население составляло 84 550 человек (в том числе в Севастополе 56 256 гражданских и 21 122 военных).
Просуществовало Севастопольское градоначальство до 1917 года (по другим данным до 1920).

## Население
- 1874 — 17,5 тыс. (вместе с войсками)
- 1879 — 20,5 тыс. (вместе с войсками)
- 1889 — 39,8 тыс.
- 1897 — 57 455[1]
- 1910 — 87 тыс.[7]

### Национальный состав
Национальный состав по переписи 1897 года:
- русские — 36 057 чел. (62,8 %),
- украинцы (малороссы) — 7545 чел. (13,1 %),
- евреи — 3688 чел. (6,4 %),
- греки — 2849 чел. (5,0 %),
- поляки — 2799 чел. (4,9 %),
- крымские татары — 1910 чел. (3,3 %),
- немцы — 940 чел. (1,6 %).

## Список градоначальников

#### Российская империя
- 29.08.1873—01.03.1876: вице-адмирал Павел Александрович Перелешин (1821—1901).
- 01.03.1876—30.08.1882: вице-адмирал Андрей Иванович Никонов (1811—1891).
- 30.08.1882—27.05.1885: вице-адмирал Иван Григорьевич Руднев (1820—1894).
- 01.07.1885—01.01.1891: контр-адмирал Михаил Николаевич Кумани (1831-19.12.1889)
- 01.01.1891—24.06.1896: контр-адмирал Иван Михайлович Лавров.
- 24.06.1896—28.09.1899: контр-адмирал Константин Ростиславович Вальронд (1843—1899).
- 28.09.1899—11.02.1902: контр-адмирал (затем вице-адмирал) Евгений Петрович Феодосьев.
- 11.02.1902—08.07.1902: генерал-майор Николай Николаевич Хвостов.
- 08.07.1902—1905: контр-адмирал Александр Макарович Спицкий.
- 07.11.1905—25.04.1906: капитан 1 ранга Евгений Петрович Рогуля.
- 25.04.1906—1909: генерал-майор Владимир Александрович фон Мореншильд (1854—?).
- 02.03.1909—1913: генерал-майор (с 14.04.1913 генерал-лейтенант) Сергей Карлович Кульстрём (1859—1913).
- 09.12.1913—1917: контр-адмирал Сергей Иванович Бурлей (1861—1920).

#### ВСЮР
- 23.06.1919—02.1920: генерал-майор Владимир Фёдорович Субботин.

#### Русская армия Врангеля
- 04.1920—05.1920: генерал-лейтенант Владимир Ильич Сидорин (1882—1943).